# Rayderley Zapata
Rayderley Miguel Zapata Santana (* 26. Mai 1993 in Santo Domingo, Dominikanische Republik) ist ein spanischer Kunstturner. 

## Erfolge
Sein zunächst größter Erfolg war der Gewinn der Bronzemedaille im Bodenturnen bei den Turn-Weltmeisterschaften 2015 in Glasgow. Bei den Olympischen Spielen 2020 holte er am Boden hinter dem Israeli Artem Dolgopyat und vor dem Chinesen Xiao Ruoteng  die Silbermedaille.
Er turnt für den TuS Vinnhorst in der 1. Bundesliga.